# Igor Leontyev
Bản mẫu:Eastern Slavic name
Igor Olegovich Leontyev (tiếng Nga: Игорь Олегович Леонтьев; sinh ngày 18 tháng 3 năm 1994) là một cầu thủ bóng đá người Nga hiện tại thi đấu ở vị trí tiền vệ tấn công cho F.K. Spartak Moskva và F.K. Spartak-2 Moskva.

## Sự nghiệp câu lạc bộ
Anh có màn ra mắt tại Giải bóng đá chuyên nghiệp quốc gia Nga cho F.K. Spartak-2 Moskva vào ngày 22 tháng 7 năm 2013 trong trận đấu với F.K. Tambov.
Anh có màn ra mắt cho đội một của F.K. Spartak Moskva vào ngày 23 tháng 9 năm 2015 trong trận đấu tại Cúp quốc gia Nga trước F.K. Volga Nizhny Novgorod.
Anh ra mắt tại Giải bóng đá ngoại hạng Nga cho F.K. Spartak Moskva vào ngày 25 tháng 10 năm 2015 trong trận đấu với F.K. Dynamo Moskva.

### Thống kê sự nghiệp
Tính đến 10 tháng 12 năm 2017
| Câu lạc bộ            | Mùa giải            | Giải vô địch                | Giải vô địch | Giải vô địch | Cúp     | Cúp       | Châu lục | Châu lục  | Tổng cộng | Tổng cộng |
| Câu lạc bộ            | Mùa giải            | Hạng đấu                    | Số trận      | Bàn thắng    | Số trận | Bàn thắng | Số trận  | Bàn thắng | Số trận   | Bàn thắng |
| --------------------- | ------------------- | --------------------------- | ------------ | ------------ | ------- | --------- | -------- | --------- | --------- | --------- |
| F.K. Spartak Moskva   | 2011–12             | Giải bóng đá ngoại hạng Nga | 0            | 0            | 0       | 0         | 0        | 0         | 0         | 0         |
| F.K. Spartak Moskva   | 2012–13             | Giải bóng đá ngoại hạng Nga | 0            | 0            | 0       | 0         | 0        | 0         | 0         | 0         |
| F.K. Spartak Moskva   | 2013–14             | Giải bóng đá ngoại hạng Nga | 0            | 0            | 0       | 0         | 0        | 0         | 0         | 0         |
| F.K. Spartak Moskva   | 2014–15             | Giải bóng đá ngoại hạng Nga | 0            | 0            | 0       | 0         | –        | –         | 0         | 0         |
| F.K. Spartak Moskva   | 2015–16             | Giải bóng đá ngoại hạng Nga | 3            | 0            | 2       | 0         | –        | –         | 5         | 0         |
| F.K. Spartak Moskva   | 2016–17             | Giải bóng đá ngoại hạng Nga | 1            | 0            | 0       | 0         | 0        | 0         | 1         | 0         |
| F.K. Spartak Moskva   | 2017–18             | Giải bóng đá ngoại hạng Nga | 0            | 0            | 0       | 0         | 0        | 0         | 0         | 0         |
| F.K. Spartak Moskva   | Tổng cộng           | Tổng cộng                   | 4            | 0            | 2       | 0         | 0        | 0         | 6         | 0         |
| F.K. Spartak-2 Moskva | 2013–14             | PFL                         | 26           | 3            | –       | –         | –        | –         | 26        | 3         |
| F.K. Spartak-2 Moskva | 2014–15             | PFL                         | 26           | 1            | –       | –         | –        | –         | 26        | 1         |
| F.K. Spartak-2 Moskva | 2015–16             | FNL                         | 31           | 1            | –       | –         | –        | –         | 31        | 1         |
| F.K. Spartak-2 Moskva | 2016–17             | FNL                         | 28           | 0            | –       | –         | –        | –         | 28        | 0         |
| F.K. Spartak-2 Moskva | 2017–18             | FNL                         | 5            | 0            | –       | –         | –        | –         | 5         | 0         |
| F.K. Spartak-2 Moskva | Tổng cộng           | Tổng cộng                   | 116          | 5            | 0       | 0         | 0        | 0         | 116       | 5         |
| Tổng cộng sự nghiệp   | Tổng cộng sự nghiệp | Tổng cộng sự nghiệp         | 120          | 5            | 2       | 0         | 0        | 0         | 122       | 5         |